# Џеј-Џеј Окоча
Огустин Азука Окоча (Енугу, 14. август 1973), познат као Џеј-Џеј Окоча, је бивши нигеријски фудбалер који је играо на позицији офанзивног везног играча.
Многи га сматрају најбољим нигеријским фудбалером своје генерације и једним од најбољих афричких фудбалера свих времена. Био је веома спретан са лоптом. Поред нигеријског, поседује и држављанство Турске као Мухамет Јавуз (тур. Muhammet Yavuz) које је добио док је играо у Фенербахчеу.

## Статистика каријере

### Репрезентација
| Нигерија | Нигерија | Нигерија |
| Година   | Наступи  | Голови   |
| -------- | -------- | -------- |
| 1993     | 3        | 1        |
| 1994     | 11       | 0        |
| 1995     | 5        | 1        |
| 1996     | 1        | 0        |
| 1997     | 5        | 0        |
| 1998     | 5        | 0        |
| 1999     | 1        | 0        |
| 2000     | 7        | 4        |
| 2001     | 8        | 1        |
| 2002     | 12       | 1        |
| 2003     | 3        | 1        |
| 2004     | 8        | 4        |
| 2005     | 2        | 1        |
| 2006     | 2        | 0        |
| Укупно   | 73       | 14       |